# Louis Salou
 (juillet 2021).
Si vous disposez d'ouvrages ou d'articles de référence ou si vous connaissez des sites web de qualité traitant du thème abordé ici, merci de compléter l'article en donnant les références utiles à sa vérifiabilité et en les liant à la section « Notes et références ».
Louis Salou, né le 23 avril 1902 à Oissel et mort le 12 octobre 1948 à Fontenay-aux-Roses, est un acteur français.

## Biographie
Bien que né à Oissel en Seine-Inférieure, Louis Salou est d'origine bretonne, tout particulièrement du Pays de Léon  dans le nord du Finistère. Avant de se lancer dans le théâtre, il a travaillé à la Poste.
Venu de la troupe des Pitoëff, il a imposé une série de personnages qui sont restés dans la mémoire des cinéphiles : le comte de Monteray des Enfants du paradis, l'officier prussien de Boule de Suif, Ernest IV de La Chartreuse de Parme et l'émouvant pion de La Vie en rose. Il y est toujours remarquable : diction particulière, silhouette mince de notable, gestes étudiés. Sa confrontation avec Marcel Herrand dans Les Enfants du Paradis est la scène qui l'a immortalisé.
Il meurt à Fontenay-aux-Roses, le 12 octobre 1948, en se suicidant avec du poison.
Il est inhumé au cimetière parisien de Bagneux (division 44).

## Témoignage
L'acteur Piéral qui l'a vu la veille de sa mort, raconte dans ses mémoires qu'il était alcoolique et aimait les adolescents : 

« Louis Salou était toujours flanqué de minets filiformes. Il s'installait au bar, regardant le spectacle qu'il connaissait par cœur d'un œil distrait en faisant se succéder les whiskies et les gins on the rocks à un rythme aussi rapide que celui de la revue. (…) Je suis le dernier à avoir vu Louis Salou vivant. Nous nous étions rencontrés une nuit, aux Halles, où j'aimais errer et retrouver Jacques après le spectacle. — N'est-il pas exquis ? me demanda t-il en montrant le minet de service… J'emboîtai le pas à Louis et à son taciturne compagnon qui n'avait pas plus de seize ans me parut-il »

— Piéral, Vu d'en bas

## Filmographie
- 1932 : La Machine à sous de Emil-Edwin Reinert - court métrage
- 1937 : Les Nuits blanches de Saint-Pétersbourg de Jean Dréville
- 1941 : Mam'zelle Bonaparte de Maurice Tourneur
- 1941 : Premier Bal (Christian-Jaque)
- 1941 : Boléro de Jean Boyer
- 1941 : La Symphonie fantastique de Christian-Jaque
- 1942 : Le journal tombe à cinq heures de Georges Lacombe
- 1942 : Défense d'aimer de Richard Pottier
- 1942 : Le Comte de Monte-Cristo de Robert Vernay
- 1942 : Mademoiselle Béatrice de Max de Vaucorbeil
- 1942 : Le Loup des Malveneur de Guillaume Radot
- 1942 : La Main du diable de Maurice Tourneur
- 1942 : Huit Hommes dans un château de Richard Pottier
- 1942 : La Vie de bohème de Marcel L'Herbier
- 1942 : Le Bienfaiteur de Henri Decoin
- 1942 : Lettres d'amour de Claude Autant-Lara
- 1943 : Monsieur des Lourdines de Pierre de Hérain
- 1943 : Voyage sans espoir de Christian-Jaque : l'inspecteur-chef Sorbier
- 1943 : Bonsoir mesdames, bonsoir messieurs de Roland Tual
- 1943 : Le Voyageur sans bagage de Jean Anouilh
- 1944 : Farandole de André Zwobada
- 1945 : Les Enfants du paradis de Marcel Carné - film tourné en deux époques -
- 1945 : Seul dans la nuit de Christian Stengel
- 1945 : Boule de Suif de Christian-Jaque
- 1945 : Le Père Serge de Lucien Ganier-Raymond
- 1945 : Adieu chérie de Raymond Bernard
- 1945 : Un ami viendra ce soir de Raymond Bernard
- 1946 : Sylvie et le Fantôme de Claude Autant-Lara
- 1946 : Roger-la-Honte de André Cayatte
- 1946 : La Revanche de Roger la Honte de André Cayatte
- 1946 : La Foire aux chimères de Pierre Chenal
- 1946 : Contre-enquête de Jean Faurez
- 1946 : La Colère des dieux de Karel Lamač : Jérôme/ Silvio
- 1947 : Les Atouts de Monsieur Wens de Émile-Georges De Meyst :  Frédéric-Sébastien Dolo
- 1947 : La Chartreuse de Parme de Christian-Jaque
- 1947 : Les Requins de Gibraltar de Emil-Edwin Reinert
- 1947 : Éternel Conflit de Georges Lampin
- 1948 : Carrefour du crime de Jean Sacha
- 1948 : La Vie en rose de Jean Faurez
- 1948 : Les Amants de Vérone de André Cayatte
- 1949 : Fabiola d'Alessandro Blasetti

## Théâtre
- 1929 : Magie de Léon Chancerel et Francis Chavannes, mise en scène Georges Pitoëff, Théâtre des Arts
- 1932 : Plus jamais ça ! de Fred Angermayer, mise en scène Georges Pitoëff, Théâtre de l'Avenue
- 1932 : La Louise de Jean-Jacques Bernard, mise en scène Georges Pitoëff, Théâtre de l'Avenue
- 1933 : Les Juifs de Evgueni Tchirikov, mise en scène Georges Pitoëff, Théâtre du Vieux-Colombier
- 1933 : Liebelei et Les Derniers Masques d'Arthur Schnitzler, mise en scène Georges Pitoëff, Théâtre du Vieux-Colombier
- 1934 : Le Canard sauvage d'Henrik Ibsen, mise en scène Georges Pitoëff, Théâtre du Vieux-Colombier, Théâtre des Mathurins
- 1934 : Sainte Jeanne de George Bernard Shaw, mise en scène Georges Pitoëff, Théâtre des Mathurins
- 1935 : Ce soir on improvise de Luigi Pirandello, mise en scène Georges Pitoëff, Théâtre des Mathurins
- 1935 : Dieu sait pourquoi ? de Steve Passeur, mise en scène Georges Pitoëff, Lyon
- 1935 : La Complainte de Pranzini et de Thérèse de Lisieux d'Henri Ghéon, mise en scène Georges Pitoëff, Théâtre des Mathurins
- 1935 : Le Héros et le soldat de George Bernard Shaw, mise en scène Georges Pitoëff, Théâtre des Mathurins
- 1936 : Le Merveilleux Alliage de Vladimir Kirchon, mise en scène Georges Pitoëff, Théâtre des Mathurins
- 1936 : Poucette de Charles Vildrac, mise en scène Georges Pitoëff, Théâtre des Mathurins
- 1936 : La Folle du ciel d'Henri-René Lenormand, mise en scène Georges Pitoëff, Théâtre des Mathurins
- 1936 : Tu ne m'échapperas jamais de Margaret Kennedy, mise en scène Georges Pitoëff, Théâtre des Mathurins
- 1936 : Dieu sait pourquoi ? de Steve Passeur, mise en scène Georges Pitoëff, Théâtre des Mathurins
- 1936 : Angelica de Leo Ferrero, mise en scène Georges Pitoëff, Théâtre des Mathurins
- 1936 : Quand vous voudrez de Georges Duhamel, mise en scène Georges Pitoëff, Théâtre des Mathurins
- 1937 : Amal et la lettre du roi de Rabindranath Tagore, mise en scène Georges Pitoëff, Théâtre des Mathurins
- 1937 : Six personnages en quête d'auteur de Luigi Pirandello, mise en scène Georges Pitoëff, Théâtre des Mathurins
- 1937 : Le Voyageur sans bagage de Jean Anouilh, mise en scène Georges Pitoëff, Théâtre des Mathurins
- 1937 : Lapointe et Ropiteau de Georges Duhamel, mise en scène Georges Pitoëff, Théâtre des Mathurins
- 1937 : Eve de Jean Yole, mise en scène Georges Pitoëff, Théâtre des Mathurins
- 1937 : Kirika de Georges Ciprian, mise en scène Georges Pitoëff, Théâtre des Mathurins
- 1937 : Des abeilles sur le pont supérieur de Jean-Baptiste Priestley, mise en scène Georges Pitoëff, Théâtre des Mathurins
- 1937 : Celui qui reçoit les gifles de Leonide Andreiev, mise en scène Georges Pitoëff, Théâtre des Mathurins
- 1938 : Là-bas de Titayna, mise en scène Georges Pitoëff, Théâtre des Mathurins
- 1938 : Je vivrai un grand amour de Steve Passeur, mise en scène Paulette Pax, Théâtre de l'Œuvre
- 1939 : La Mouette d'Anton Tchekhov, mise en scène Georges PitoëffThéâtre des Mathurins
- 1939 : Roi de France de Maurice Rostand, mise en scène Harry Baur, Théâtre de l'Œuvre
- 1939 : Un ennemi du peuple d'Henrik Ibsen, mise en scène Georges Pitoëff, Théâtre des Mathurins
- 1939 : La Dame aux camélias d'Alexandre Dumas fils, mise en scène Georges Pitoëff, Théâtre des Mathurins
- 1941 : Britannicus de Jean Racine, mise en scène, décors et costumes Jean Marais, Théâtre des Bouffes-Parisiens (Paris), Narcisse
- 1941 : La Machine à écrire de Jean Cocteau, mise en scène Jean Cocteau, Théâtre Hébertot
- 1941 : Les Jours de notre vie de Leonid N. Andreieff, mise en scène Raymond Rouleau, Théâtre Saint-Georges
- 1942 : Comédie en trois actes d'Henri-Georges Clouzot, mise en scène Pierre Fresnay, Théâtre de la Michodière
- 1945 : Une demande en mariage d'Anton Tchekhov, mise en scène Jean Meyer, (Le Spectacle des Alliés) Théâtre Pigalle
- 1945 : Topaze de Marcel Pagnol, mise en scène Alfred Pasquali, Théâtre Pigalle : Muche

## Publication
Poésies (publiées notamment dans le recueil des Poètes catholiques 1949)